# Christmas Race de Palamós
La Christmas Race de Palamós és una competició de vela lleugera que es disputa a la badia de Palamós cada any durant el mes de desembre. És organitzada pel Club de Vela Palamós y Club Nàutic Costa Brava.

## Història
La idea de crear una competició de vela a Palamós al desembre sorgí del fet que ja s'estava realitzant a la localitat entrenaments de la classe Flying Dutchman. L'any 1975 es donà el pas cap a la creació de la prova amb la celebració de la primera edició.
Les seves primeres dues edicions, la prova estigué reservada únicament a la classe Flying Dutchman, que fou olímpica fins a l'any 1992. Posteriorment s'amplià la participació en les classes Finn, 470 masculina i 470 femenina. L'any 1986, la prova s'amplià definitivament a totes les classes olímpiques, esdevingué puntuable pel desaparegut circuit Eurolymp en 2006 i des de 2019 de EUROSAF 420 Race Circuit. També és puntuable per rànquing europeu i mundial que publica periòdicament la ISAF.